# 徐雲逵
徐雲逵（16世紀—17世紀），字鵬程、號斗南，北直隶永平府迁安县人，明朝政治人物、进士出身。

## 生平
正月十八日生，治诗经。万历十六年（1588年）戊子科順天鄉試第一百十四名舉人，二十三年（1595年），登乙未科會試第二百八十六名，廷試二甲第十二名进士。工部觀政，本年八月初授刑部雲南司主事，处理政事审慎公正。二十七年三月升本部河南司员外郎，七月升浙江司郎中，二十八年正月升任陕西凤翔府知府，调任固原兵备道、按察司副使，三十五年十一月升陕西按察使，照旧管事，升任山西右布政，天啓三年（1623年）十二月改補陕西右布政使，分守靖南道，六年升本省左布政使，分守关南道，尋以蜀秦二省相界，群寇纵横两地逃闪，无从追缉，加整饬兵备衔兼制四川广元县。崇禎元年（1628年）二月，升任光禄寺卿管尚宝司卿事。崇禎三年，以册立皇太子，奉命往河南開封宣詔。死后葬于迁安城西北大安山李家庄。

## 家族
曾祖徐禮，主簿。祖父徐伸，歲贡生。父徐可久，获嘉县知县。母张氏，封安人。具庆下。兄雲迳（廪生）。娶王氏，封安人。
有子徐真修，以恩贡的身份出仕，官至临洮府知府。其女婿为白养粹，崇禎三年清军入关，永平府陷落降清。侧室毛氏，生子元修，甫八岁，光禄逝世，矢志抚孤，勤俭持家，苦节四十馀年，寿至八旬。顺治中，邑宰王永命旌曰：「大节维风」。